# Grand Prix automobile du Mexique 2019
GP précédent GP suivant
Le Grand Prix automobile du Mexique 2019 (Formula 1 Gran Premio de México 2019) disputé le 27 octobre 2019 sur l'Autódromo Hermanos Rodríguez, est la 1015e épreuve du championnat du monde de Formule 1 courue depuis 1950. Il s'agit de la 20e édition du Grand Prix du Mexique comptant pour le championnat du monde de Formule 1 courue sur le même circuit et de la dix-huitième manche du championnat 2019.
L'Autódromo Hermanos Rodríguez a accueilli le Grand Prix du Mexique de Formule 1 de 1963 à 1970 puis de 1986 à 1992. Il revient au calendrier en 2015 vingt-trois ans après la dernière édition, sur un circuit réaménagé et mis aux normes sous la houlette de l'architecte Hermann Tilke.
Si les Ferrari SF90 monopolisent la première ligne de la grille de départ, la pole position revenant, pour la septième fois de la saison, à Charles Leclerc devant son coéquipier Sebastian Vettel, elles le doivent à la mauvaise conduite de Max Verstappen. Auteur du meilleur temps lors de sa première tentative, il l'améliore dans son deuxième tour lancé mais sous drapeau jaune alors que, devant lui, Valtteri Bottas a écrasé sa W10 dans les protections à la sortie du dernier virage ; contrairement à tous les autres pilotes, Verstappen ne ralentit pas et boucle son  tour en moins de 1 minute et 15 secondes. Les commissaires le pénalisent d'un recul de trois places sur la grille ; il s'élance en deuxième ligne derrière Lewis Hamilton. Ils sont suivis par Alexander Albon et Valtteri Bottas tandis que les McLaren de Carlos Sainz Jr. et Lando Norris sont en quatrième ligne. La cinquième ligne est occupée par les Toro Rosso de Daniil Kvyat devant Pierre Gasly.  
Comme lors du précédent Grand Prix de Hongrie, une intuition stratégique du stand Mercedes dont Lewis Hamilton doute dans un premier temps, lui permet de battre les Ferrari et de remporter sa dixième victoire de la saison, la quatre-vingt-troisième de sa carrière, un nouveau pas vers un possible sixième titre mondial aux États-Unis la semaine suivante. Charles Leclerc boucle le premier tour en tête devant Sebastian Vettel alors que Max Verstappen, vainqueur des deux précédentes éditions à Mexico, perd toute chance d'abord en accrochant Hamilton (ils partent tous les deux dans le gazon) puis, au quatrième tour, en crevant de l'arrière en tentant de dépasser Bottas ; il repart dernier alors qu'Hamilton se retrouve cinquième. Alexander Albon, en troisième position, rentre au stand dès le quatorzième tour pour une stratégie à deux arrêts que Ferrari juge utile de couvrir en arrêtant Leclerc dès la boucle suivante. Mercedes tente un pari en rappelant Hamilton au vingt-troisième tour pour le chausser en gommes dures et lui proposer de boucler les quarante-huit tours restants sur ce train de pneus, ce dont il doute sévèrement à la radio en demandant s'il ne s'est pas arrêté trop tôt. 
Vettel, qui a pris la tête de la course, effectue un premier relais de trente-sept tours puis laisse les commandes à Leclerc, non sans avoir perdu du temps dans le trafic. Son coéquipier effectue son deuxième arrêt à la fin de la quarante-troisième boucle mais un problème de serrage défectueux de sa roue arrière le fait repartir en quatrième position, derrière Bottas, alors qu'Hamilton se retrouve aux commandes. Bien qu'il bénéficie de gommes plus fraîches, Vettel n'est jamais en position d'entrer dans la zone d'utilisation de son aileron arrière mobile pour l'attaquer et passe la ligne d'arrivée 1 s 766 derrière lui. Si un tout-droit de Leclerc lui ôte toute chance de menacer Bottas pour la troisième place, il s'adjuge le point bonus du meilleur tour dans sa cinquante-troisième boucle. 
La remontée de Verstappen s'achève au sixième rang, derrière son coéquipier Alexander Albon. Pour la plus grande joie du public mexicain, Sergio Pérez dépasse Daniel Ricciardo sous les vivats et lui ravit la septième place. Pierre Gasly et Nico Hülkenberg ferment la marche dans les points. Lewis Hamilton offre à Mercedes Grand Prix sa centième victoire et monte sur le podium, hissé sur une plateforme, debout sur sa voiture. 
Avec 363 points et 74 unités d'avance sur son coéquipier à trois courses de la fin, Lewis Hamilton est désormais proche d'un sixième sacre mondial. Valtteri Bottas, avec 289 points est assuré de terminer deuxième ; en revanche, la troisième place reste à attribuer entre Charles Leclerc (236 points), Sebastian Vettel (230 points) et  Max Verstappen (220 points). La sixième place se joue entre Pierre Gasly (77 points), Carlos Sainz (76 points) et Alexander Albon (74 points) ; suivent Sergio Pérez (43 points), Daniel Ricciardo (38 points), Lando Norris et Nico Hülkenberg, tous deux à 35 points. Chez les constructeurs, derrière le champion Mercedes Grand Prix (652 points), le podium final se dessine avec la Scuderia Ferrari (466 points) suivie Red Bull Racing (341 points). McLaren (111 points) reste solidement accroché à la quatrième place devant Renault (73 points) ; suivent Toro Rosso et Racing Point (64 points), Alfa Romeo (35 points), Haas (28 points) et Williams (1 point).

## Pneus disponibles
| Pneus pour piste sèche | Pneus pour piste sèche | Pneus pour piste sèche | Pneus pluie    | Pneus pluie |
| ---------------------- | ---------------------- | ---------------------- | -------------- | ----------- |
| Durs (Type C2)         | Médiums (Type C3)      | Tendres (Type C4)      | Intermédiaires | Pluie       |

## Contexte avant le Grand Prix
Lewis Hamilton peut devenir champion du monde au Mexique s'il marque quatorze points de plus que son coéquipier Valtteri Bottas, ce qui porterait son avance à 78 points avec trois courses restant à disputer, l'équivalent de trois victoires et trois points bonus liés au meilleur tour en course, laquelle serait suffisante compte-tenu de son nombre supérieur de victoires (neuf cette saison). Quelques cas de figure favorables au Britannique :
- il gagne en marquant le point bonus et Bottas se classe au delà de la troisième place ;
- il gagne sans marquer le point bonus et Bottas se classe au delà de la quatrième place ;
- il termine deuxième et Bottas se classe au delà de la septième place ;
- il termine troisième position avec le point bonus et Bottas se classe au delà de la huitième place ;
- Il termine troisième et Bottas se classe au delà de la neuvième place.

S'il ne finit pas sur le podium, Hamilton devra attendre les courses suivantes pour être sacré. S'il ne finit pas sur le podium, Hamilton devra attendre les courses suivantes pour être sacré.  

## Essais libres

### Première séance, le vendredi de 10 h à 11 h 30
| Pos. | Pilote           | Voiture        | Chrono         | Écart     |
| ---- | ---------------- | -------------- | -------------- | --------- |
| 1    | Lewis Hamilton   | Mercedes       | 1 min 17 s 327 |           |
| 2    | Charles Leclerc  | Ferrari        | 1 min 17 s 446 | + 0 s 119 |
| 3    | Max Verstappen   | Red Bull-Honda | 1 min 17 s 461 | + 0 s 134 |
| 4    | Alexander Albon  | Red Bull-Honda | 1 min 17 s 949 | + 0 s 622 |
| 5    | Valtteri Bottas  | Mercedes       | 1 min 18 s 005 | + 0 s 678 |
| 6    | Sebastian Vettel | Ferrari        | 1 min 18 s 218 | + 0 s 891 |

- Nicholas Latifi, pilote-essayeur chez Williams F1 Team, remplace Robert Kubica lors de cette séance d'essais[4],[5],[6].

### Deuxième séance, le vendredi de 14 h à 15 h 30
| Pos. | Pilote           | Voiture          | Chrono         | Écart     |
| ---- | ---------------- | ---------------- | -------------- | --------- |
| 1    | Sebastian Vettel | Ferrari          | 1 min 16 s 607 |           |
| 2    | Max Verstappen   | Red Bull-Honda   | 1 min 16 s 722 | + 0 s 115 |
| 3    | Charles Leclerc  | Ferrari          | 1 min 17 s 072 | + 0 s 465 |
| 4    | Valtteri Bottas  | Mercedes         | 1 min 17 s 221 | + 0 s 614 |
| 5    | Lewis Hamilton   | Mercedes         | 1 min 17 s 570 | + 0 s 963 |
| 6    | Daniil Kvyat     | Toro Rosso-Honda | 1 min 17 s 747 | + 1 s 140 |

### Troisième séance, le samedi de 10 h à 11 h
| Pos. | Pilote           | Voiture         | Chrono         | Écart     |
| ---- | ---------------- | --------------- | -------------- | --------- |
| 1    | Charles Leclerc  | Ferrari         | 1 min 16 s 145 |           |
| 2    | Sebastian Vettel | Ferrari         | 1 min 16 s 172 | + 0 s 027 |
| 3    | Valtteri Bottas  | Mercedes        | 1 min 16 s 259 | + 0 s 114 |
| 4    | Lewis Hamilton   | Mercedes        | 1 min 16 s 381 | + 0 s 236 |
| 5    | Carlos Sainz Jr. | McLaren-Renault | 1 min 16 s 638 | + 0 s 493 |
| 6    | Max Verstappen   | Red Bull-Honda  | 1 min 16 s 903 | + 0 s 758 |

## Séance de qualifications

### Résultats des qualifications
| Pos.                                                                                      | Pilote             | Écurie                    | Qualifications 1 | Qualifications 2 | Qualifications 3 |
| ----------------------------------------------------------------------------------------- | ------------------ | ------------------------- | ---------------- | ---------------- | ---------------- |
| 1                                                                                         | Max Verstappen     | Red Bull-Honda            | 1 min 15 s 949   | 1 min 16 s 136   | 1 min 14 s 758   |
| 2                                                                                         | Charles Leclerc    | Ferrari                   | 1 min 16 s 364   | 1 min 16 s 219   | 1 min 15 s 024   |
| 3                                                                                         | Sebastian Vettel   | Ferrari                   | 1 min 16 s 696   | 1 min 15 s 914   | 1 min 15 s 170   |
| 4                                                                                         | Lewis Hamilton     | Mercedes                  | 1 min 16 s 424   | 1 min 15 s 721   | 1 min 15 s 262   |
| 5                                                                                         | Alexander Albon    | Red Bull-Honda            | 1 min 16 s 175   | 1 min 16 s 574   | 1 min 15 s 336   |
| 6                                                                                         | Valtteri Bottas    | Mercedes                  | 1 min 17 s 062   | 1 min 15 s 852   | 1 min 15 s 338   |
| 7                                                                                         | Carlos Sainz Jr.   | McLaren-Renault           | 1 min 17 s 044   | 1 min 16 s 267   | 1 min 16 s 014   |
| 8                                                                                         | Lando Norris       | McLaren-Renault           | 1 min 17 s 092   | 1 min 16 s 447   | 1 min 16 s 322   |
| 9                                                                                         | Daniil Kvyat       | Toro Rosso-Honda          | 1 min 17 s 041   | 1 min 16 s 657   | 1 min 16 s 469   |
| 10                                                                                        | Pierre Gasly       | Toro Rosso-Honda          | 1 min 17 s 065   | 1 min 16 s 679   | 1 min 16 s 586   |
| 11                                                                                        | Sergio Pérez       | Racing Point-BWT Mercedes | 1 min 17 s 465   | 1 min 16 s 687   |                  |
| 12                                                                                        | Nico Hülkenberg    | Renault                   | 1 min 17 s 608   | 1 min 16 s 885   |                  |
| 13                                                                                        | Daniel Ricciardo   | Renault                   | 1 min 17 s 270   | 1 min 16 s 933   |                  |
| 14                                                                                        | Kimi Räikkönen     | Alfa Romeo-Ferrari        | 1 min 17 s 225   | 1 min 16 s 967   |                  |
| 15                                                                                        | Antonio Giovinazzi | Alfa Romeo-Ferrari        | 1 min 17 s 794   | 1 min 17 s 269   |                  |
| 16                                                                                        | Lance Stroll       | Racing Point-BWT Mercedes | 1 min 18 s 065   |                  |                  |
| 17                                                                                        | Kevin Magnussen    | Haas-Ferrari              | 1 min 18 s 436   |                  |                  |
| 18                                                                                        | Romain Grosjean    | Haas-Ferrari              | 1 min 18 s 599   |                  |                  |
| 19                                                                                        | George Russell     | Williams-Mercedes         | 1 min 18 s 823   |                  |                  |
| 20                                                                                        | Robert Kubica      | Williams-Mercedes         | 1 min 20 s 179   |                  |                  |
| Temps minimal à réaliser pour la qualification : 1 min 21 s 265 (107 % de 1 min 15 s 949) |                    |                           |                  |                  |                  |

### Grille de départ
- Max Verstappen, auteur du meilleur temps, est pénalisé d'un recul de trois places pour avoir ignoré le drapeau jaune à la fin de sa deuxième tentative lors de la troisième phase des qualifications ; il s'élance de la quatrième place et Charles Leclerc part de la pole position[10]. Alors que tous les pilotes sont en piste pour une dernière tentative à la fin de la troisième phase qualificative, Valtteri Bottas perd l'arrière de sa W10 dans le dernier virage, racle les barrières de protection sur le flanc gauche et termine sa course à la sortie de la courbe, dans les protections. Un choc d'une violence extrême, l'impact étant enregistré à 17 g[11]. Il ressort indemne et déclaré apte par le centre médical[12]. Les drapeaux jaunes sont déployés et alors que tous les pilotes qui roulaient derrière lui ralentissent, Max Verstappen ne lève pas le pied de l'accélérateur et réalise le meilleur temps. Il déclare en conférence de presse : « Je savais que Valtteri avait eu un accident et je pense que nous savons tous ce qu'un drapeau jaune signifie. Mais ce n'est pas grave si je n’ai pas ralenti, n'est-ce pas ? Ils peuvent toujours supprimer mon tour, l'autre est également bon pour me permettre de conserver la pole. Je pense que nous savons ce que nous faisons sinon nous ne piloterions pas une F1. Ce sont les qualifications et il faut attaquer ». Les commissaires de la FIA ne sont pas de cet avis et le pénalisent d'un recul de trois places sur la grille pour avoir délibérément ignoré les drapeaux jaunes[13].

## Course

### Classement de la course
| Pos. | Pilote             | no | Écurie                    | Tours | Temps/Abandon                      | Grille | Points |
| ---- | ------------------ | -- | ------------------------- | ----- | ---------------------------------- | ------ | ------ |
| 1    | Lewis Hamilton     | 44 | Mercedes                  | 71    | 1 h 36 min 48 s 904 (189,240 km/h) | 3      | 25     |
| 2    | Sebastian Vettel   | 5  | Ferrari                   | 71    | + 1 s 766                          | 2      | 18     |
| 3    | Valtteri Bottas    | 77 | Mercedes                  | 71    | + 3 s 533                          | 6      | 15     |
| 4    | Charles Leclerc    | 16 | Ferrari                   | 71    | + 6 s 368                          | 1      | 12 + 1 |
| 5    | Alexander Albon    | 23 | Red Bull-Honda            | 71    | + 21 s 399                         | 5      | 10     |
| 6    | Max Verstappen     | 33 | Red Bull-Honda            | 71    | + 1 min 08 s 807                   | 4      | 8      |
| 7    | Sergio Pérez       | 11 | Racing Point-BWT Mercedes | 71    | + 1 min 13 s 819                   | 11     | 6      |
| 8    | Daniel Ricciardo   | 3  | Renault                   | 71    | + 1 min 14 s 924                   | 13     | 4      |
| 9    | Pierre Gasly       | 10 | Toro Rosso-Honda          | 70    | + 1 tour                           | 10     | 2      |
| 10   | Nico Hülkenberg    | 27 | Renault                   | 70    | + 1 tour                           | 12     | 1      |
| 11   | Daniil Kvyat       | 26 | Toro Rosso-Honda          | 70    | + 1 tour (dont 10 s de pénalité)   | 9      |        |
| 12   | Lance Stroll       | 18 | Racing Point-BWT Mercedes | 70    | + 1 tour                           | 16     |        |
| 13   | Carlos Sainz Jr.   | 55 | McLaren-Renault           | 70    | + 1 tour                           | 7      |        |
| 14   | Antonio Giovinazzi | 99 | Alfa Romeo-Ferrari        | 70    | + 1 tour                           | 15     |        |
| 15   | Kevin Magnussen    | 20 | Haas-Ferrari              | 69    | + 2 tours                          | 17     |        |
| 16   | George Russell     | 63 | Williams-Mercedes         | 69    | + 2 tours                          | 19     |        |
| 17   | Romain Grosjean    | 8  | Haas-Ferrari              | 69    | + 2 tours                          | 18     |        |
| 18   | Robert Kubica      | 88 | Williams-Mercedes         | 69    | + 2 tours                          | 20     |        |
| Abd. | Kimi Räikkönen     | 7  | Alfa Romeo-Ferrari        | 58    | Surchauffe                         | 14     |        |
| Abd. | Lando Norris       | 4  | McLaren-Renault           | 48    | Retrait volontaire                 | 8      |        |

### Pole position et record du tour
- Pole position :  Charles Leclerc (Ferrari) en 1 min 15 s 024 (206,526 km/h)[15],[16] ;
- Meilleur tour en course :  Charles Leclerc (Ferrari) en 1 min 19 s 232 (195,557 km/h) au cinquante-troisième tour ; quatrième de l'épreuve, il remporte le point bonus associé au meilleur tour en course[17].

### Tours en tête
- Lewis Hamilton (Mercedes) : 28 tours (44-71) [18]
- Sebastian Vettel (Ferrari) : 23 tours (15-37)
- Charles Leclerc (Ferrari) : 20 tours (1-14 / 38-43)

## Classements généraux à l'issue de la course
| Pos. | Pilote             | Écurie                    | Points |
| ---- | ------------------ | ------------------------- | ------ |
| 1    | Lewis Hamilton     | Mercedes                  | 363    |
| 2    | Valtteri Bottas    | Mercedes                  | 289    |
| 3    | Charles Leclerc    | Ferrari                   | 236    |
| 4    | Sebastian Vettel   | Ferrari                   | 230    |
| 5    | Max Verstappen     | Red Bull-Honda            | 220    |
| 6    | Pierre Gasly       | Scuderia Toro Rosso-Honda | 77     |
| 7    | Carlos Sainz Jr.   | McLaren-Renault           | 76     |
| 8    | Alexander Albon    | Red Bull-Honda            | 74     |
| 9    | Sergio Pérez       | Racing Point-BWT Mercedes | 43     |
| 10   | Daniel Ricciardo   | Renault                   | 38     |
| 11   | Nico Hülkenberg    | Renault                   | 35     |
| 12   | Lando Norris       | McLaren-Renault           | 35     |
| 13   | Daniil Kvyat       | Scuderia Toro Rosso-Honda | 34     |
| 14   | Kimi Räikkönen     | Alfa Romeo Racing-Ferrari | 31     |
| 15   | Lance Stroll       | Racing Point-Mercedes     | 21     |
| 16   | Kevin Magnussen    | Haas-Ferrari              | 20     |
| 17   | Romain Grosjean    | Haas-Ferrari              | 8      |
| 18   | Antonio Giovinazzi | Alfa Romeo Racing-Ferrari | 4      |
| 19   | Robert Kubica      | Williams-Mercedes         | 1      |

| Pos.     | Écurie                    | Points |
| -------- | ------------------------- | ------ |
| Champion | Mercedes                  | 652    |
| 2        | Ferrari                   | 466    |
| 3        | Red Bull-Honda            | 341    |
| 4        | McLaren-Renault           | 111    |
| 5        | Renault                   | 73     |
| 6        | Scuderia Toro Rosso-Honda | 64     |
| 7        | Racing Point-BWT Mercedes | 64     |
| 8        | Alfa Romeo-Ferrari        | 35     |
| 9        | Haas-Ferrari              | 28     |
| 10       | Williams-Mercedes         | 1      |

## Statistiques
Le Grand Prix du Mexique 2019 représente :
- la 7e pole position de Charles Leclerc, toutes obtenues cette année avec Ferrari[21] ;
- la 83e victoire de Lewis Hamilton, sa dixième de la saison[22] ;
- la 100e victoire de Mercedes Grand Prix en tant que constructeur[23] ;
- la 186e victoire de Mercedes en tant que motoriste[24].

Au cours de ce Grand Prix :
- Sebastian Vettel obtient son 120e podium en Formule 1[25] ;
- Lewis Hamilton boucle son 30e Grand Prix consécutif dans les points[26] ;
- Max Verstappen est élu « Pilote du jour » à l'issue d'un vote organisé sur le site officiel de la Formule[27] ;
- Danny Sullivan (15 Grands Prix chez Tyrrell Racing en 1983, 2 points, vainqueur des 500 miles d'Indianapolis 1985 et champion CART en 1988) a été nommé par la FIA conseiller pour aider dans leurs jugements le groupe des commissaires de course[28],[29].